# Tine
Tine je moško osebno ime.

## Različice imena
Tinej, Tinek Tin, Tinč, Tinče, Tinček, Tini, Tinko, Tino, Tipo, Tina, Tinkara,

## Izvor imena
Ime Tine je skrajšana oblika imen Martin in Valentin. Čisto skrajšana oblika je pravzaprav samo Tin, medtem ko imajo ostala imena manjšalne sufikse npr. na -e, -če, -ko itd.

## Osebni praznik
Ime Tine je v koledarju uvrščeno k imenoma Martin in Valentin.

## Pogostost imena
Po podatkih Statističnega urada Republike Slovenije je bilo na dan 31. decembra 2007 v Sloveniji 1.057 oseb z imenom  Tine. Ime Tine je bilo tega dne po pogostosti uporabe med moškimi imeni na 160. mestu.

## Znane osebe
Tine Lah (ekonomist in pedagog), Tine Germ (umetnostni zgodovinar), Tine Logar (jezikoslovec), Tine Hribar (filozof)